# Куойл
Куойл (англ. Quoile, от ирл. An Caol — стрела) — река в графстве Даун, Северная Ирландия.
Река в своём начале известна как река Баллинахинч (по месту лежащего восточнее города Баллинахинч); в Аннаклое она становится известна как река Аннаклой. Река протекает Даунпатрик и пруд Куойл, после чего впадает в Странгфорд-Лох.
В октябре 1991 года во время работ по углублению дна в реке был найден кусок дуба, возможно, часть бывшей лодки. После дендрохронологического исследования было установлено, что кусок относится ко временам неолита — 2739 году до нашей эры.
На северном берегу реки, в 1,2 км на северо-запад от Даунпатрика, существовал в болотах Куойл (изначально — на острове) монастырь Инч. Это донорманнский кельтский монастырь, известный как Inis Cumhscraigh или Inis Cuscraidh, который уже существовал к 800 году. В 1002 году он был разграблен викингами под предводительством Ситрика, короля датчан. В 1149 году монастырское поселение было разграблено вновь.
В 2,4 км от Даунпатрика, около дороги из города в Стрендфорд, на восточном берегу реки расположен замок Куойл. Это дом-башня XVI века.
В 1957 году по обе стороны от реки был образован резервуар-заповедник, превентивно защищающий Даунпатрик от наводнений. В заповеднике наличествует множество услуг, в частности, рассказ о местности и экскурсия по дикой природе.